# 탄천물재생센터축구장
탄천물재생센터축구장(炭川물再生센터蹴球場, Tancheon Sewage Treatment Center Football Field)은 대한민국 서울특별시에 있는 스포츠 시설이다. 마사토 필드가 갖춰진 경기장이며, 2013년에 준공되었다.

## 참고 문헌
- 《2023 전국 공공체육시설 현황 (2022년 12월말 기준)》. 대한민국 문화체육관광부. 2024.